# Lewis Teague
Lewis Teague (Brooklyn, New York, 8 maart 1938) is een Amerikaans filmregisseur. Teague is vooral bekend geworden door de verfilming van Cat's Eye, een boek van Stephen King. Andere bekende werken van Teague zijn onder andere The Jewel of the Nile en Wedlock.

## Filmografie (selectie)
- Dirty O'Neil (1974)
- The Lady in Red (1979)
- Alligator (1980)
- Cujo (1983)
- Cat's Eye (1985)
- The Jewel of the Nile (1985)
- Collision Course (1989)
- Navy SEALs (1990)
- Wedlock (1991)
- The Triangle (2001)